# Neuburg, Nordwestmecklenburg
Neuburg là một đô thị tại huyện Nordwestmecklenburg, bang Mecklenburg-Vorpommern, miền bắc nước Đức.